# Accompong
Accompong, historyczna osada Maronów, potomków zbiegłych niewolników, położona w regionie Saint Elizabeth w środkowo-zachodniej części wyspy Jamajka. Jest to jedyna osada na wyspie, która jest jeszcze zamieszkana przez Maronów.

## Historia
W 1739 roku w osadzie został podpisany traktat pokojowy z brytyjczykami, dający Maronom częściową suwerenność nad okolicznym obszarem . Po uzyskaniu przez Jamajkę niepodległości w 1962 władze państwowe uznały prawa rdzennych Jamajczyków na tym terenie.